# Ansaldi
Pour les articles homonymes, voir Ansaldi (homonymie).
La Società Officine Meccaniche e Fonderie Michele Ansaldi & C. était une entreprise spécialisée dans l'armement et l'automobile, créée par l’ingénieur italien Michele Ansaldi en 1884 à Milan.  

## Historique
Michele Ansaldi, ingénieur et industriel italien, innova dans plusieurs domaines industriels. L'armement dans un premier temps puis dans la conception automobile.
Il commence sa carrière en 1884, et fonde une usine mécanique qui produit des armes légères et des machines, la Società Officine Meccaniche e Fonderie Michele Ansaldi & C. En 1904, il transfère son usine Via Cuneo à Turin et, avec l'apport de F.I.A.T., fonde la société Michele Ansaldi Automobili.
En 1905, FIAT devient le principal actionnaire de la société Ansaldi Automobili avec 47% du capital et la renomme FIAT-Ansaldi. La société présente une petite voiture de ville équipée du moteur FIAT 10/12 HP de 3 052 cm3 développant 20 ch. La particularité de cette voiture est qu’elle innovait dans le domaine technique, disposant, en première mondiale, d'un châssis non plus droit mais préformé ainsi qu’un arbre de transmission équipé de « cardans », brevet du célèbre ingénieur italien Girolamo Cardano et d’un groupe différentiel avec couple conique. 203 exemplaires de cette automobile ont été fabriqués.
Au début de l’année 1906, F.I.A.T. rachète la totalité de la société FIAT-Ansaldi, poursuit la production du modèle 10/12 HP sous le nom de Fiat Brevetti 15/20 HP qui sera fabriquée jusqu'en 1908 à 233 exemplaires.
En 1908, FIAT présente la seconde série, FIAT Brevetti tipo 2 (15/25 HP) reprenant le même moteur dont la puissance a été portée à 25 ch. Comme le 1re série, la voiture est produite dans l'usine FIAT de Corso Dante, au centre de Turin. Elle mesurait 4 290 mm de long pour un empattement de 3 065 mm et un poids de 1 700 kg. 681 exemplaires ont été fabriqués jusqu'en 1912. Un exemplaire fabriqué en 1908 a été transformé en camion de pompiers FPT. Il est le plus ancien véhicule de pompiers du Corps des sapeurs-pompiers italiens.
Michele Ansaldi, s’associera ensuite avec Ceirano pour créer le 12 juin 1906, la « Società Piemontese Automobili Ansaldo - Ceirano », plus connue sous le label SPA et qui sera rachetée par Fiat en 1925.